# Autoantitela
Autoantitela, autoagresivna antitela, autologna antitela su posebna grupa antitela sposobna za interakciju sa autoantigenima, odnosno antigenima u telu. Mogu se formirati spontano ili nakon prethodnih infekcija (na primer Mycoplasma pneumoniae).
Autoantitela se formiraju u oko 40 autoimunim bolestima koje najčešće uključuju: reumatoidni artritis, multiplu sklerozu, sistemski eritematozni lupus, autoimuno neplodnost itd, mada se u nekim slučajevima, autoantitela počinju da proizvode mnogo pre kliničkih manifestacija bolesti i genetski su predodređena.

## Osnovne informacije
Antitela se normalno proizvode od strane imunog sistema, posebno od strane plazma ćelija, kao odgovor na antigene (proteine i strane supstance u organizmu), koje uglavnom odgovaraju infektivnim organizmima. Imunski sistem zdrave osobe ima sposobnost da razlikuje strane od svojih sopstvenih antigena, a limfociti te iste osobe prepoznaju strane antigene i odgovaraju na njih, dok na sopstvene (potencijalno antigenične za tu osobu) ne odgovaraju. Taj fenomen je imunska tolerancija, ili stečena sposobnost koju limfociti određene osobe nauče u raznim fazama nastanka, sazrevanja, funkcije limfocita, i obavljaju do njihove apoptoze.
Međutim, ponekad imuni sistem reaguje protiv jednog ili više sopstvenih antigena, stvarajući hiperprodukciju autoantitela. Ova autoantitela na kraju napadaju sopstvene ćelije, tkiva i organe tela, izazivajući upalu i oštećenje. Tako nastaju abnormalnosti u indukciji i očuvanju tolerancije, koja narušava ravnotežu imunskog sistema zdrave osobe; limfociti više ne prepoznaju svoje do tada potencijalne antigene, i tako započinje proces stvaranje autoantitela organ—specifičnih i organ—nespecifičnih, što za posledicu ima nastanak i ispoljavanje autoimunske bolesti.

## Etiopatogeneza
Uzroci koji dovode do proizvodnje autoantitela su različiti i još uviek nisu dobro shvaćeni, mada sve više ovladava stav da je proizvodnja nekih autoantitijela posledica određene genetske predispozicije u kombinaciji sa određenim vrstama (tipovima) ekološkog okidača, kao što je virusna bolest, ili dugotrajna izloženost određenim vrstama otrovnih hemikalija. 
U svakom slučaju, nema direktne veze između genetske komponente i razvoja bolesti. Određene porodice imaju veću verovatnoću razvoja određenih autoimunih stanja, a unutar svojih članova, autoimuni poremećaji mogu biti potpuno različiti, a čak mogu postojati i članovi koji ne razvijaju nikakav poremećaj.

### Predispozicije po polu
Što se tiče predispozicije po polu, postoji nekoliko različitih teorija:
|               | Opis |
| ------------- | --- |
| Prva teorija  | Ona je jedna od najčvršćih teorija tvrdi da u razvoju ovog tipa bolesti može postojati određena hormonska komponenta, jer su autoimuni poremećaji mnogo češći kod žena u reproduktivnoj dobi. |
| Druga teorija | Ona tvrdi da postoji izvesna povezanost između gena koji su izraženi na X hromozomu i predispozicije da pate od ovih bolesti, ova teorija bi objasnila zašto žene, koje imaju dve kopije X hromozoma, imaju veću predispoziciju nego muškarci |
| Treća teorija | Smatra da su autoimune bolesti povezane s određenom populacijom B limfocita, pod nazivom ABC (Associated B Cells: Limfociti B povezani sa starošću) Ove ćelije izražavaju sastavni lanac α X (CD11c), a obično je njihov broj povećan kod starijih ženki miševa, ali se pojavljuju iu „modelnim" miševima lupusa. Ovi B limfociti luče antitela kada se stimulišu, a redukcija ovih limfocita „in vivo" uzrokuje smanjenje autoreaktivnih antitela. Jedna činjenica koja bi mogla podržati ovu teoriju je da razvoj ovih limfocita zahteva signalizaciju preko Toll-like receptora 7. Gen koji kodira ovaj receptor nalazi se na X kromosomu. |

## Autoantitela od značaja za pojedine bolesti

### Reumatične bolesti
Za pojavu reumatičnih bolesti od posebnog značaja su reumatoidni faktori (FR) — autoantitiela usmerena protiv Fc fragmenta imunoglobulina G. Ova autoantitiela mogu biti IgG, IgM , IgA ili IgE klase. 
Reumatoidni faktori se uglavnom povezuje sa reumatoidnim artritisom (RA) i Sjogrenovim sindromom (SS), jer 75% — 90% RA ima pozitivnan reumatoidni faktor za IgM u značajnim titrima > 1:80 (AR seropozitivno). Pacijenti sa RA i visokim nivoom RF imaju tendenciju da imaju agresivnu bolest sa većim vanartikularnim uplitanjem.
Takođe treba reći da reumatoidni faktori nisu specifične za AR, jer se mogu naći kod drugih bolesti: tuberkuloze, bakterijskog endokarditisa, sarkoidoze, gube, plućne fibroze, bolesti jetre i sifilisa. Takođe se mogu naći u drugim upalnim reumatološkim stanjima s nižim titrom nego u RA. 
Reumatoidni faktori, kao i druga autoantitela, mogu se naći i u zdravoj populaciji (1% — 5%) u niskim titrima, kao što je kod osoba starijih od 60 godina, kod kojih frekvencija doseže i do 20%. Prema tome, prisustvo pozitivnog RF mora se tumačiti u kontekstu svakog pojedinačnog slučaja, odnosno pacijenta.

### Šećerna bolest
Autoantitela od značaja za šećernu bolest su GAD, IA-2 i anti-insulinska antitela. Određivanje ovih parametara se preporučuje za:
- Procenu rizika za razvoj dijabetesa tipa 1 i razlikovanje dijabetesa tipa I i II. Prema podacima iz literature, autoimuna antitela nisu prisutna samo kod 2% do 4% pacijenata sa dijabetesom tipa 1. Kod 90% pacijenata pozitivno je više od jednog antitela, a oko 70% ima pozitivna sva 3 antitela. Prema podacima jedne internacionalne studije, osetljivost ovih antitela za dijabetes tipa I, određenih u kombinaciji, je oko 98%, sa specifičnošću od 98-100% . Ova antitela (jedno ili više) detektuju se i pre pojave prvih simptoma dijabetesa, i u tom smislu su veoma dobar parameter za skrining u ranoj životnoj dobi.
- Identifikaciju trudnica sa gestacionom šećernom bolesti koje su u riziku za razvoj postpartum šećerrne bolesti.
- Identifikaciju rizičnih srodnika u prvom kolenu (prema nekim podacima, ukoliko su sva 3 antitela bila pozitivna, [а].
- Predikciju potrebe za terapijom insulinom kod pacijenata kod kojih je dijagnostikovana šećerna bolest.

## Napomene
1. ↑  Kumulativni rizik kod takvih pacijenata za razvoj šećerne bolesti tipa 1 u roku od 5 godina bio je 70%

## Spoljašnje veze
- Autoimmunity – an Introduction Архивирано на веб-сајту  (23. септембар 2019) Industrial Learning Unit on Chemgaroo (језик: енглески)
- Autoimmunityblog Архивирано на веб-сајту  (27. мај 2021) - summaries of research articles + glossary terms (језик: енглески)
- Autoantibodies на  (језик: енглески)
- Antibody Sensors (језик: енглески)

|  | Molimo Vas, obratite pažnju na važno upozorenje u vezi sa temama iz oblasti medicine (zdravlja). |